# Giuseppe Bucchia
Giuseppe Bucchia (20 dicembre 1910 – 7 febbraio 2002) è stato un calciatore italiano, di ruolo attaccante.

## Carriera
Giocò nel Prato nel campionato di Divisione Nazionale 1928-1929, disputando 4 partite.
È deceduto per cause naturali all'età di 91 anni presso una casa di riposo, dove era ricoverato da alcuni anni assieme alla moglie a causa della loro età ormai avanzata.